# Holbeach
Holbeach är en stad och civil parish i South Holland i Lincolnshire i England. Orten har 10 458 invånare (2011). Byn nämndes i Domedagsboken (Domesday Book) år 1086, och kallades då Holebech/Holeben/Holobec/Holobech.